# Shaochilong maortuensis
Shaochilong maortuensis (Shaochilong, “dragó amb dents de tauró”) és un gènere representat per una única espècie de dinosaure teròpode carcarodontosàurid, que va viure a mitjan període Cretaci, fa aproximadament 92 milions d'anys, a l'inici del Turonià, a Àsia, Les seves restes foren trobades en la formació d'Ulansuhai en el que avui és Xina. L'espècie tipus S. maortuensis, originalment fou nomenada Chilantaisaurus maortuensis, però redescrita i reclasificada en 2009.